# Bitte laßt die Blumen leben
Pour plus de détails, voir Fiche technique et Distribution.
Bitte laßt die Blumen leben est un film ouest-allemand sorti en 1986 et réalisé par Duccio Tessari.

## Fiche technique
- Titre original : Bitte laßt die Blumen leben[2] (litt. « Veuillez laisser les fleurs vivre »)
- Réalisateur : Duccio Tessari
- Scénario : Joachim Hammann (de)
- Photographie : Charly Steinberger (de)
- Montage : Hannes Nikel (de)
- Musique : Frank Duval
- Décors : Peter Rothe
- Trucages : Walter Cossu
- Costumes : Elfriede Schröder, Gianfranco Ferré
- Producteurs : Luggi Waldleitner, Ilse Kubaschewski, Karl Spiehs
- Société de production : Roxy Film GmbH & Co. KG (Munich), Ilse Kubaschewski Filmproduktion und Vertrieb (Munich), Lisa Film GmbH (Munich), Bayerischer Rundfunk (BR) (Munich)
- Pays de production :  Allemagne de l'Ouest
- Langue de tournage : allemand
- Format : Couleur - 1,66:1 - Son mono - 35 mm
- Genre : Drame[2]
- Durée : 99 minutes (1h39)
- Dates de sortie :	
  - Allemagne de l'Ouest : 25 septembre 1986 (dans les salles) ; avril 1987 (en vidéocassette[2])
- Classification :
  - Allemagne de l'Ouest : Interdit aux moins de 12 ans[2]

## Distribution
- Klausjürgen Wussow : Charles Duhamel/ Peter Kent
- Hannelore Elsner : Yvonne Duhamel, la femme de Charles
- Birgit Doll : Andrea Rosner, la libraire
- Radost Bokel : Patty, la fille d'Andrea
- Gerd Böckmann : Jean Balmont
- Kurt Meisel : Eisenbeiss, le faussaire de passeport
- Rainer Basedow : Reining, l'entrepreneur
- Hans Christian Blech : Papi Langenau
- Manfred Seipold : Commissaire Hübner
- Kurt Weinzierl : Le commissaire viennois

## Production
Le tournage s'est déroulé du 7 avril 1986 au 27 juin 1986 à Munich et dans ses environs, à Hambourg, à Vienne et à Paris.